# Mount Coman
Mount Coman är ett berg i Antarktis. Det ligger i Västantarktis. Argentina, Chile och Storbritannien gör anspråk på området. Toppen på Mount Coman är 2 006 meter över havet, eller 127 meter över den omgivande terrängen. Bredden vid basen är 3,3 km.
Terrängen runt Mount Coman är platt åt sydväst, men åt nordost är den kuperad. Trakten är obefolkad. Det finns inga samhällen i närheten.